# 薛調
薛調（せつ ちょう、大和4年（830年） - 咸通13年2月26日（872年4月7日））は晩唐の進士。河中府宝鼎県（現在の山西省運城市万栄県）の人。憲宗朝の御史大夫で河東郡公に封じられた薛苹の孫で婺州刺史の薛膺（せつよう）の子。
大中8年（854年）頃の進士登第と推定され、同期登第者である李瓚（李宗閔の子）と並称され、俊爽ではあるが猜疑心の強かった李瓚が「剣」と呼ばれたのに対して、薛調は姿貌が美しく性格も寛恕であった為に「生菩薩」と呼ばれたといい、その人柄から劉允章に好まれ、また、翰林学士となった際には郭妃がその容姿を賞して懿宗に「駙馬（の容姿）も調には及ばない」と言ったという（駙馬とは公主の婿）。
官歴は詳らかでないが、咸通元年（860年）5月当時に右拾遺にして内供奉であった事、咸通11年（870年）に戸部員外郎（戸部の判官）から駕部郎中（兵部の判官）へ調されて更に翰林学士の承旨を充てられ、咸通12年（871年）には知制誥に至った事、咸通13年（872年）2月26日に43歳で暴卒して戸部侍郎を追贈された事が知られている。『無双伝』の著作があってその中に仮死の秘薬が登場するのでそうした事に関心があると考えられたものか、世間では鴆（ちん）に中（あた）ったものと噂されたというが、上記郭妃の感想も影響してその美貌を嫉んだ何者かに依って毒殺された疑いもある。